# Guus Bierings
Gustaaf „Guus” Bierings (ur. 28 września 1956 w Uden) – holenderski kolarz szosowy, złoty medalista mistrzostw świata.

## Kariera
Największy sukces w karierze Guus Bierings osiągnął w 1978 roku, kiedy wspólnie z Bertem Oosterboschem, Janem van Houwelingenem i Bartem van Estem zdobył złoty medal w drużynowej jeździe na czas na mistrzostwach świata w Nürburg. Był to jednak jedyny medal wywalczony przez niego na międzynarodowej imprezie tej rangi. W tej samej konkurencji Holendrzy z Bieringsem w składzie zajęli też szóste miejsce na rozgrywanych rok później mistrzostwach świata w Valkenburgu. W 1980 roku wystąpił na igrzyskach olimpijskich w Moskwie, gdzie wraz z kolegami zajął piętnaste miejsce w drużynowej jeździe na czas. Ponadto w 1977 roku zajął trzecie miejsce w klasyfikacji generalnej belgijskiego Tour de la Province de Namur, a w 1981 roku był trzeci w holenderskim Omloop van de Glazen Stad.